# Theo Doyer

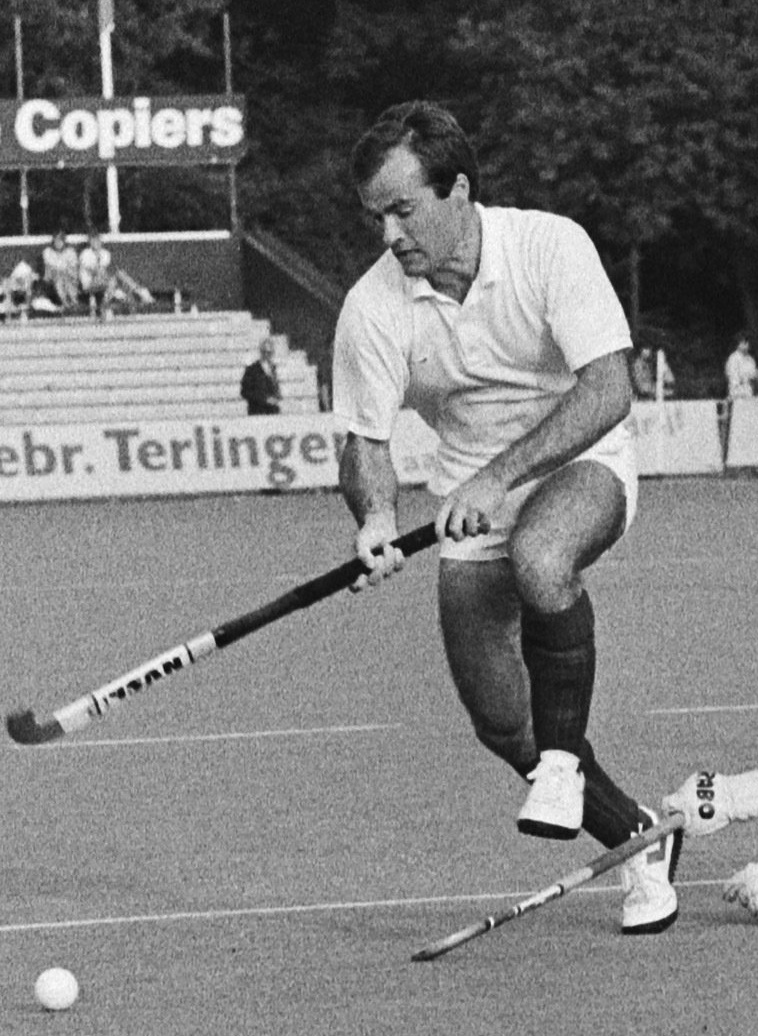
Theo Doyer (1983)

Jan Jacob Theodoor „Theo“ Doyer (* 29. Dezember 1955 in Amsterdam; † 10. November 2010 in Santpoort-Zuid) war ein niederländischer Hockeyspieler, der 1978 Weltmeisterschaftszweiter sowie 1983 und 1987 Europameister war.

## Sportliche Karriere
Der 1,74 m große Stürmer bestritt von 1975 bis 1988 insgesamt 182 Länderspiele für die niederländische Nationalmannschaft, in denen er 42 Tore erzielte.
1976 nahm Theo Doyer an den Olympischen Spielen 1976 in Montreal teil. Die Niederländer gewannen ihre Vorrundengruppe, unterlagen aber im Halbfinale der neuseeländischen Mannschaft in der Verlängerung. Abschließend verloren sie auch das Spiel um die Bronzemedaille gegen Pakistan und belegten den vierten Platz. Doyer kam in vier Spielen zum Einsatz. 1978 bei der Weltmeisterschaft in Buenos Aires belegten die Niederländer in der Vorrunde den zweiten Platz hinter der Mannschaft Pakistans. Mit einem 3:2-Halbfinalsieg über die australische Mannschaft erreichten die Niederländer das Finale. Weltmeister wurde Pakistan mit einem 3:2-Finalsieg gegen die Niederländer. Doyer wirkte in allen acht Partien mit und erzielte in der Vorrunde zwei Treffer. Bei der Europameisterschaft 1978 in Hannover gewannen die Niederländer ihre Vorrundengruppe und bezwangen im Halbfinale das englische Team mit 5:0. Im Finale unterlagen die Niederländer der deutschen Mannschaft mit 2:3 nach Verlängerung. Doyer erzielte in den ersten zwei Gruppenspielen jeweils ein Tor, danach gelang ihm kein Treffer mehr. An den Olympischen Spielen 1980 konnte Doyer wegen des Olympiaboykotts der Niederländer nicht teilnehmen. Während in Moskau das olympische Turnier stattfand, traten die Niederländer zu einer Länderspielserie in Simbabwe an.
Bei der Weltmeisterschaft 1982 in Bombay belegten die Niederländer in der Vorrunde den zweiten Platz hinter den Australiern. Nach einer 2:4-Niederlage im Halbfinale gegen Pakistan unterlagen die Niederländer im Spiel um den dritten Platz den Australiern ebenfalls mit 2:4. Doyer wirkte in allen sieben Spielen mit, konnte aber im Turnierverlauf kein Tor erzielen. 1983 waren die Niederländer in Amsterdam Gastgeber der Europameisterschaft. Die Niederländer gewannen ihre Vorrundengruppe und besiegten im Halbfinale die deutsche Mannschaft mit 4:1. Im Finale trafen sie auf die sowjetische Mannschaft. Das Spiel stand am Ende der regulären Spielzeit 2.2 und am Ende der Verlängerung 4:4. Im Siebenmeterschießen siegten die Niederländer mit 8:6. Doyer erzielte im Turnierverlauf sieben Tore, davon jeweils eines in Halbfinale und Finale. 1984 in Los Angeles nahm Doyer an seinen zweiten Olympischen Spielen teil. Als Vorrundendritte spielten die Niederländer nur um die Plätze 5 bis 8, letztlich belegten sie den sechsten Platz. Doyer wirkte in sechs Spielen mit und erzielte im Turnierverlauf drei Tore.
Nach den Olympischen Spielen 1984 beendete Doyer seine internationale Karriere, kehrte aber 1987 in die Nationalmannschaft zurück. Bei der Europameisterschaft 1987 in Moskau wirkte er in allen sieben Spielen mit und erzielte einen Treffer im Halbfinale. In der Vorrunde belegten die Niederländer den zweiten Platz hinter der englischen Mannschaft. Im Finale trafen die beiden Mannschaften erneut aufeinander und die Niederländer gewannen nach Siebenmeterschießen. 1988 bestritt Theo Doyer seine beiden letzten Länderspiele.
Doyer spielte für den HC Bloemendaal, mit dem er von 1986 bis 1989 viermal niederländischer Meister wurde. Nach seiner aktiven Laufbahn war er Vorstandsmitglied bei seinem Verein. Doyer starb im Alter von 54 Jahren am Lou-Gehrig-Syndrom.